# Economia de Burkina Faso
Burkina Faso és un dels països més pobres del món, amb un PIB per capita de només 1.200 dòlars anuals. Aquesta xifra ho situa com la 27a nació més pobra del món, juntament amb altres nacions com la República del Congo i Tadjikistan.

## Sectors econòmics
Gairebé 90% de la seva població viu de l'agricultura, la qual sofreix amb les sequeres. El cotó és el principal producte d'exportació. El seu alt índex de creixement poblacional juntament amb l'aridesa del seu sòl són factors que influeixen en forma rellevant en el seu índex de pobresa. L'agricultura representa el 32% del seu producte brut intern i dona treball al 92% de la seva població treballadora. Es destaca la cura del bestiar, i especialment en el sud i el sud-oest el cultiu de sorgo, mill, blat de moro, cacauet, arròs i cotó.
El 22 de novembre de 2014 el Réseau National pour des Evaluatioms Enviromentals (RENAPEE, creat el juny de 2013) va demanar al nou 
ministre de Medi Ambient del govern de transició que havia sorgit després de l'Aixecament burkinès de 2014 que fes una revisió del Codi Miner del país per a atendre les reivindicacions d'aquest sector. Per exemple, proposa que les taxes sobre l'explotació minera augmentin, ja que són les més baixes d'Àfrica (només del 10%); els altres països taxen la mineria com a mínim en un 20-30% i alguns com Botswana i Namíbia tenen taxes del 50%. A més a més demana que es faci una planificació de les 13 explotacions mineres que s'han comptabilitzat al país i fer-ne una avaluació mediambiental.

## Treball i emigració
La falta de treball causa una molt alta taxa d'emigració: per exemple, hi ha tres milions de persones natives de Burkina Faso que viuen a la Costa d'Ivori. Segons els informes del Banc Central dels Estats de l'Àfrica Occidental, aquests emigrants envien per any diverses desenes de milers de milions de francs CFA a Burkina Faso. Des que es va produir una expulsió d'immigrants de Ghana en 1967, aquesta situació ha provocat tensions als països receptors de migrants. La crisi més recent va ocórrer el 2003 a la Costa d'Ivori, i va donar lloc al retorn de 300.000 emigrants.